# Pierre II de Montmorency-Fosseux
Pour les autres membres de la famille, voir famille Montmorency.
Pierre II de Montmorency-Fosseux (? - 29 septembre 1615), marquis de Thury, baron de Fosseux, seigneur de Courtalain, chevalier de l'ordre du roi.

## Ascendance
Hugues Capet → Robert II de France → Henri Ier de France → Philippe Ier de France → Louis VI de France → Robert Ier de Dreux → Alix de Dreux → Gertrude de Nesle-Soissons → Bouchard V de Montmorency → Mathieu III de Montmorency → Mathieu IV de Montmorency → Jean Ier de Montmorency → Charles Ier de Montmorency → Jacques de Montmorency → Jean II de Montmorency → Louis de Montmorency-Fosseux → Rolland de Montmorency-Fosseux → Claude de Montmorency-Fosseux → Pierre Ier de Montmorency-Fosseux → Anne de Montmorency-Fosseux → Pierre II de Montmorency-Fosseux

## Mariage et descendance
Pierre épouse Charlotte du Val de Brevannes, fille du vicomte Réné de Corbeil, capitaine du château du Louvre. De ce mariage sont nés :
- François de Montmorency-Fosseux (1614-1684)
- Marie de montmorency-Fosseux (?-1664), mariée au vicomte Gui Arbaleste de Melun, tué à Marienthal en 1646

## Sources
- L'art de vérifier les dates des faits historiques, des chartes, des chroniques ...- de David Bailie Warden, Saint-Allais (Nicolas Viton), Maur François Dantine, Charles Clémencet, Ursin Durand, François Clément - 1818 - Page 56